# 普德巴赫附近罗登巴赫
普德巴赫附近罗登巴赫是德国莱茵兰-普法尔茨州的一个市镇。总面积6.62平方公里，总人口655人，其中男性325人，女性330人（2011年12月31日），人口密度99人/平方公里。